# Чиерес-Юряге
Чиерес-Юряге (устар. Чиэрэс-Юрэгэ) — река в Жиганском районе Якутии, приток реки Лена. Длина — 16 км. Впадает в протоку Беликан, впадающую в Лену на 534 км от её устья.

## Данные водного реестра
По данным государственного водного реестра России и геоинформационной системы водохозяйственного районирования территории РФ, подготовленной Федеральным агентством водных ресурсов:
- Бассейновый округ — Ленский
- Речной бассейн — Лена
- Речной подбассейн — Лена ниже впадения Вилюя до устья
- Водохозяйственный участок — Лена от впадения Вилюя до водного поста ГМС Джарджан[2].